# Noduwez-Linsmeau
Noduwez-Linsmeau is een voormalige gemeente in de Belgische provincie Brabant, momenteel Waals-Brabant. Het ontstond in 1824 als fusie tussen de gemeenten Linsmeau en Noduwez en werd in 1893 terug opgeheven.

## Geschiedenis
Door een koninklijk besluit van 1 december 1824 werd beslist om administratiekosten te besparen de gemeentes Noduwez en Linsmeau bij elkaar te voegen tot de fusiegemeente Noduwez-Linsmeau. Vanaf 1830 vroegen de inwoners van Linsmeau verschillende malen om terug zelfstandig te worden, maar dat verzoek werd na een petitie van de inwoners van 15 november 1892, pas in juni 1893 ingewilligd.

## Burgemeesters
- 1824-1878: Louis Dominique De Fœstraets
- 1879-1885: Paul Joseph Naveau
- 1885-1893: Joseph Jacquemin